# 洛斯莫利诺斯
洛斯莫利诺斯，是西班牙马德里自治区的一个市镇。总面积20平方公里，总人口3752人（2001年），人口密度188人/平方公里。